# Transporte ferroviario en Fiyi

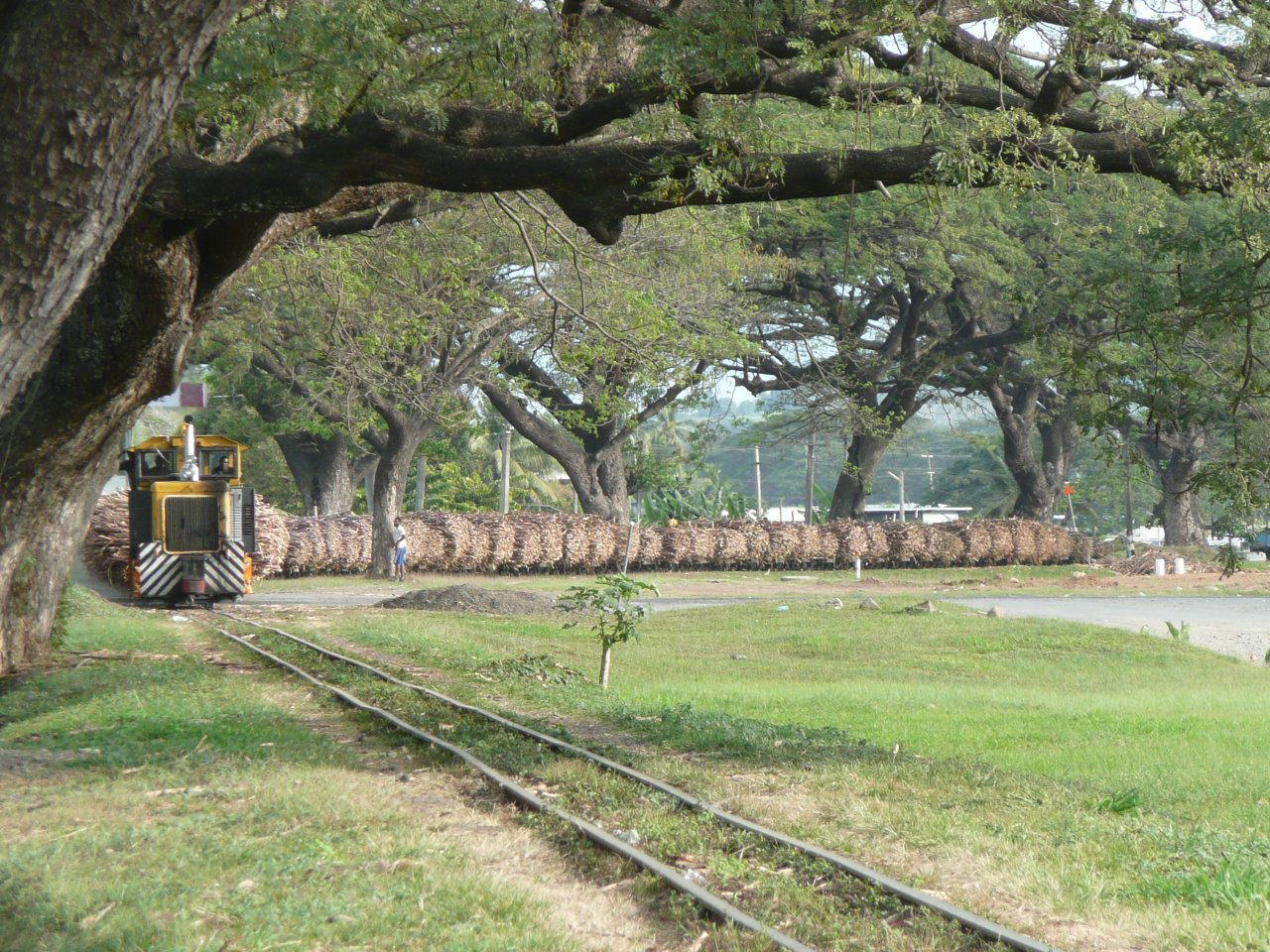
Trenes completamente cargados con caña de azúcar llegando a Lautoka (2008)

El transporte ferroviario en Fiyi consiste en una red de 597 kilómetros con un ancho de vía de 610 mm (2 pies). El propietario de la red ferroviaria en la actualidad es la empresa estatal Fiji Sugar Corporation, y la vía se utiliza principalmente para transportar la caña de azúcar desde las plantaciones hasta las fábricas de azúcar. El ferrocarril se utiliza durante la cosecha, que normalmente tiene lugar de mayo a diciembre. El resto del año no se utiliza. La pista y el material rodante sufren una falta de mantenimiento, y los camiones están asumiendo cada vez más las cargas de caña de azúcar. Esto conduce a problemas de tráfico y a un aumento en los costos operativos para toda la industria azucarera. En la década de 1980, entre el 70 y el 80% de las cargas de azúcar fueron en tren. En 2013, 70 - 80% se fueron por las carreteras. Las autoridades quieren revertir el desarrollo y conseguir que al menos el 49% del transporte de la caña de azúcar vuelva a encaminarse. Al mismo tiempo, las plantaciones de azúcar reciben apoyo de la Unión Europea para construir carreteras para obtener más transporte de azúcar en camiones.

## Historia

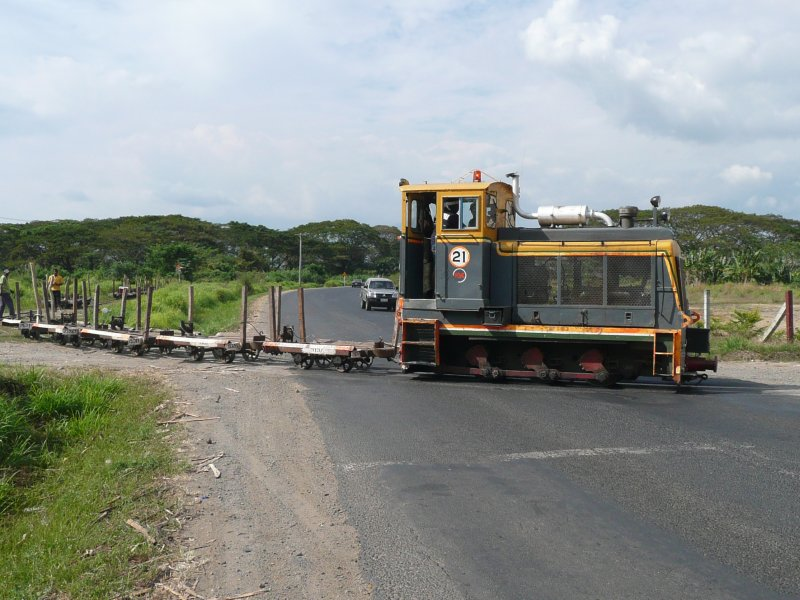
Trenes con vagones vacíos cruzan una carretera (foto tomada en 2008).

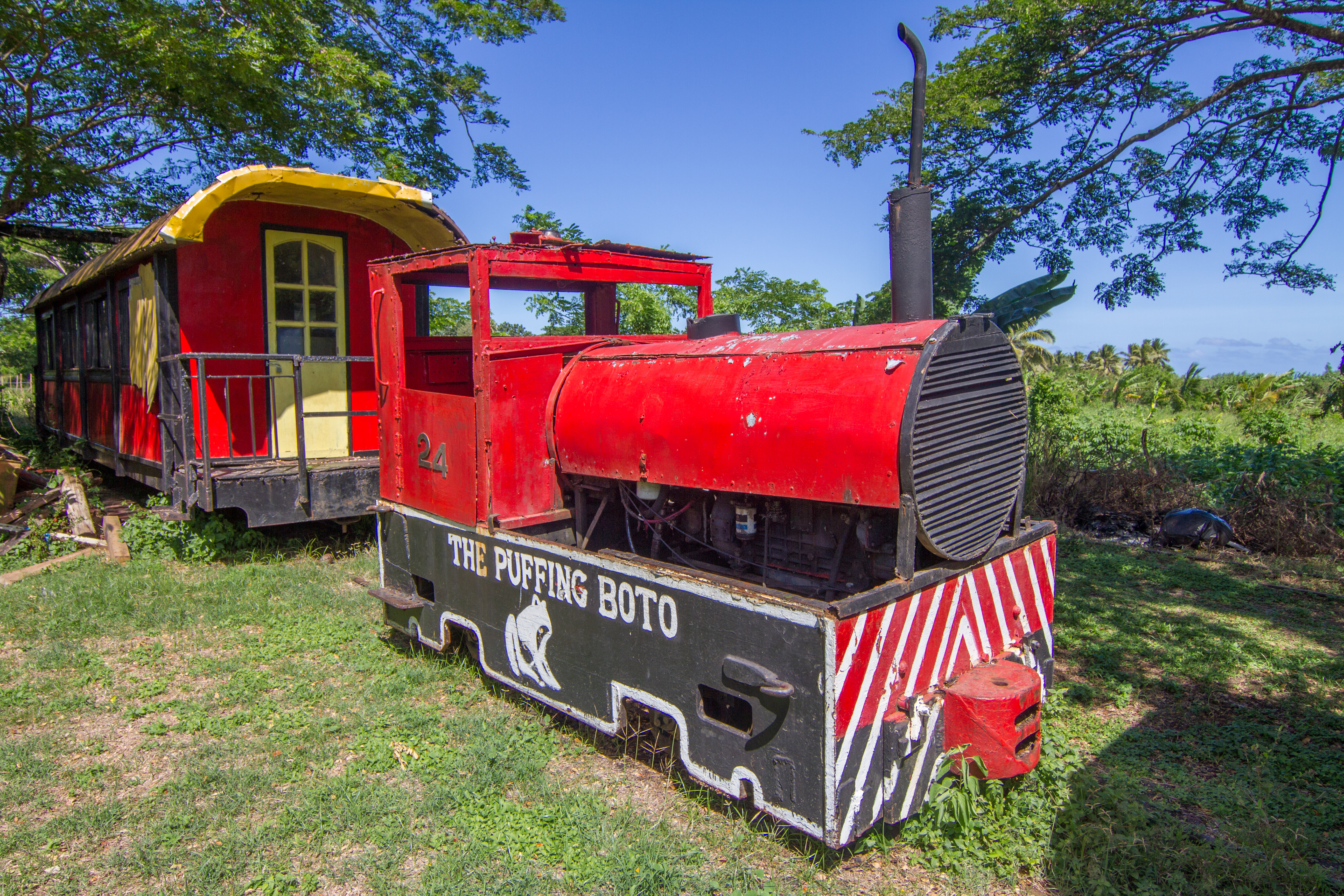
Fotografía del «Ferrocarril de la Costa de Coral» en 2014.

Las primeras líneas ferroviarias en Fiyi se abrieron en 1876 y tenían un ancho de vía de 762 mm (2 pies y 6 pulgadas). Fueron construidos por fábricas azucareras de propiedad privada, pero no fue hasta 1882 que se usaron las primeras locomotoras de vapor. El desarrollo adicional en las islas Viti Levu y Vanua Levu se construyó principalmente con un ancho de 610 mm. A lo sumo, eran unos 700 km por ferrocarril en Fiyi. Fue la empresa australiana Compañía Colonial de Refinación de Azúcar (CSR) la que dirigía las fábricas de azúcar más grandes y más rentables. El 1 de abril de 1973, el gobierno de Fiyi compró las fábricas de azúcar, incluido el sistema ferroviario, a CSR.
Desde 1882 hasta 1973, Fiyi tenía la única ruta de tren de pasajeros gratuita del mundo. Un pequeño remanente de este servicio de trenes se ejecuta como el «Ferrocarril de la Costa de Coral», que recorre los trenes turísticos en los tramos alrededor de Sigatoka en la costa sur de Viti Levu. El Ferrocarril de la Costa de Coral tiene dos locomotoras diésel restauradas y recorre las plantaciones de azúcar hacia la costa. Sin embargo, ya no es gratis. En el verano de 2013, Fiyi propuso a Sugar Corporation, reintroducir los trenes de pasajeros, y estipuló un costo de $ 20 millones para la modernización necesaria de los ferrocarriles y el material rodante. El Gobierno apoya el proyecto y, si se implementa, los pasajeros pueden viajar en tren nuevamente a partir de 2016.